# Sigvard Bernadotte
Sigvard Oscar Fredrik Bernadotte, född 7 juni 1907 på Drottningholms slott, Stockholms län, död 4 februari 2002 i Stockholm, var från födseln en svensk prins och blev internationellt erkänd formgivare, illustratör och  industridesigner.
Han var son till kung Gustaf VI Adolf och kronprinsessan Margareta och bar fram till sitt giftermål 1934 titlarna Sveriges arvfurste och hertig av Uppland. Han adlades 1951 och upphöjdes till greve av Wisborg av storhertiginnan Charlotte av Luxemburg.

## Utbildning
Till skillnad från sin äldre bror Gustaf Adolf fullföljde prins Sigvard sin skolgång. Han studerade vid Lundsbergs skola och blev 1926 den första i familjen Bernadotte som avlade studentexamen. Hösten 1926 skrev han in sig vid Uppsala universitet och blev samtidigt medlem av Uplands nation. Bernadotte läste bland annat konsthistoria för August Hahr och statskunskap för Axel Brusewitz. Bernadotte blev 1929 den första medlemmen av familjen Bernadotte som tog en akademisk examen. År 1929 ritade han ett fönster till kyrkan på Lundsbergs internatskola.
Vid 21 års ålder mottog prins Sigvard en diskret förfrågan från det nederländska hovet om ett giftermål med kronprinsessan Juliana, vilket han tackade nej till.
Bernadotte sökte till Tekniska skolan i Stockholm efter sina studier i Uppsala. Han antogs 1930 till dess dekorativa linje och läste under professor Olle Hjortzberg som ska ha varit en stor influens till den strama och koncentrerade formgivning Sigvard Bernadotte senare skulle bli berömd för. Prinsen ska också ingått i den skara med målare som hjälpte till att dekorera Stockholmsutställningen 1930.
Han utbildade sig även till infanteriofficer och tjänstgjorde som löjtnant i Svea livgarde under beredskapstiden.
Han var hela tiden intresserad av teater och skapade flera skisser till teaterdekorer. Han studerade senare teater i München och arbetade som regiassistent vid UFA i Berlin. Han var senare också anställd på filmbolaget Metro-Goldwyn-Mayer i Culver City, och han har även satt några spår i svensk film. Under 1940- och 50-talet producerade han exempelvis många affischer.

## Bernadotte Design
Efter andra världskriget blev Sigvard Bernadotte konstnärlig ledare hos Georg Jensen i Köpenhamn. 1950 startade han tillsammans med dansken Acton Bjørn designfirman Bernadotte & Bjørn Industridesign A/S. Huvudkontoret fanns i Köpenhamn och filialer i New York och Stockholm. 1964 öppnade han sin egen designstudio Bernadotte Design AB i Stockholm. Byrån skapade bland annat chokladtillverkaren Marabous nya logotyp i slutet av 60-talet. 1972 stängdes verksamheten på grund av sviktande konjunktur.
Sigvard Bernadotte är en av Sveriges mest kända formgivare och har arbetat med nästan alla typer av formgivning. Hans designstudio designade allt från bruksföremål, till exempel konservöppnaren Röda Clara, räkne- och skrivmaskiner som exempelvis Facit T1, entreprenadmaskiner till mer exklusiva silverföremål för bland annat Georg Jensen och Nilsjohan. År 1957 formgav han en flaska till Explorer Vodka, flaskan och vodkan togs fram till en exportsatsning till USA, och som 90-åring presenterade han en ny glasservis för firman Fyrklövern.
Bernadotte skapade mönstret Virrvarr, ursprungligen avsett på skärbräda av plastlaminat där mönstret bidrog till att "dölja" knivens snittspår. Virrvarr användes även på tryckplattorna för stationsdörrarna i Stockholms tunnelbana. 
Bernadotte finns representerad vid bland annat Nationalmuseum i Stockholm, Moderna museet, Röhsska museet, Nordiska museet, Helsingborgs museum, Tekniska museet, Bohusläns museum, Smålands museum, Mölndals stadsmuseum, Örebro läns museum, Östergötlands museum, Kalmar läns museum, Jönköpings läns museum, Trelleborgs museum, Malmö museum, Kulturen, Göteborgs stadsmuseum, Nasjonalmuseet, Norsk Folkemuseum, British museum, Metropolitan Museum, National Gallery of Victoria och ARoS Aarhus Kunstmuseum.

### Bilder bruksföremål, Bernadotte Design

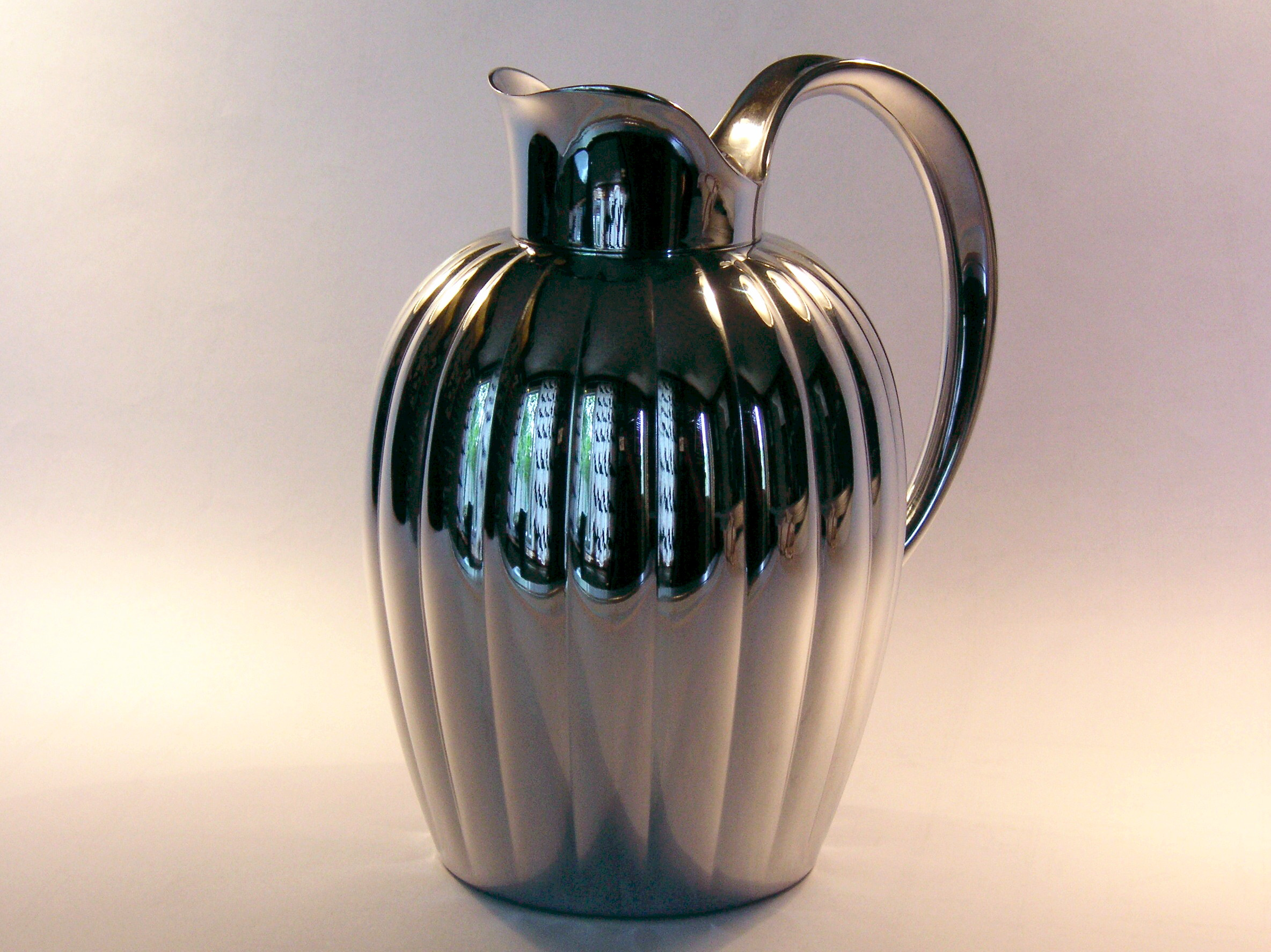
Gräddkanna/Termos för Georg Jensen, 1938/2002.
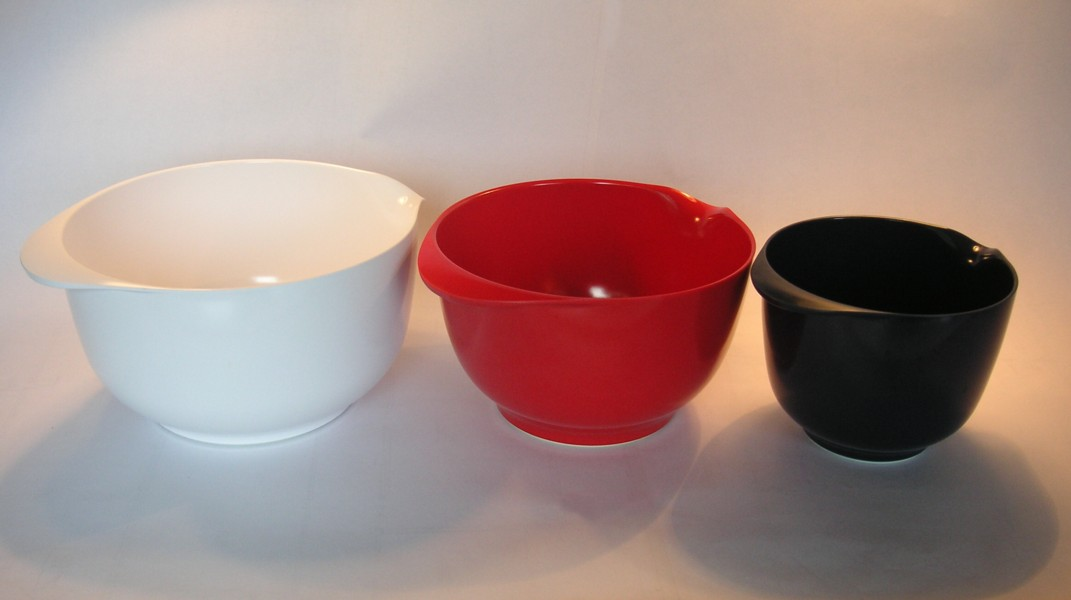
Skålserie Margrethe för Rosti, 1950.
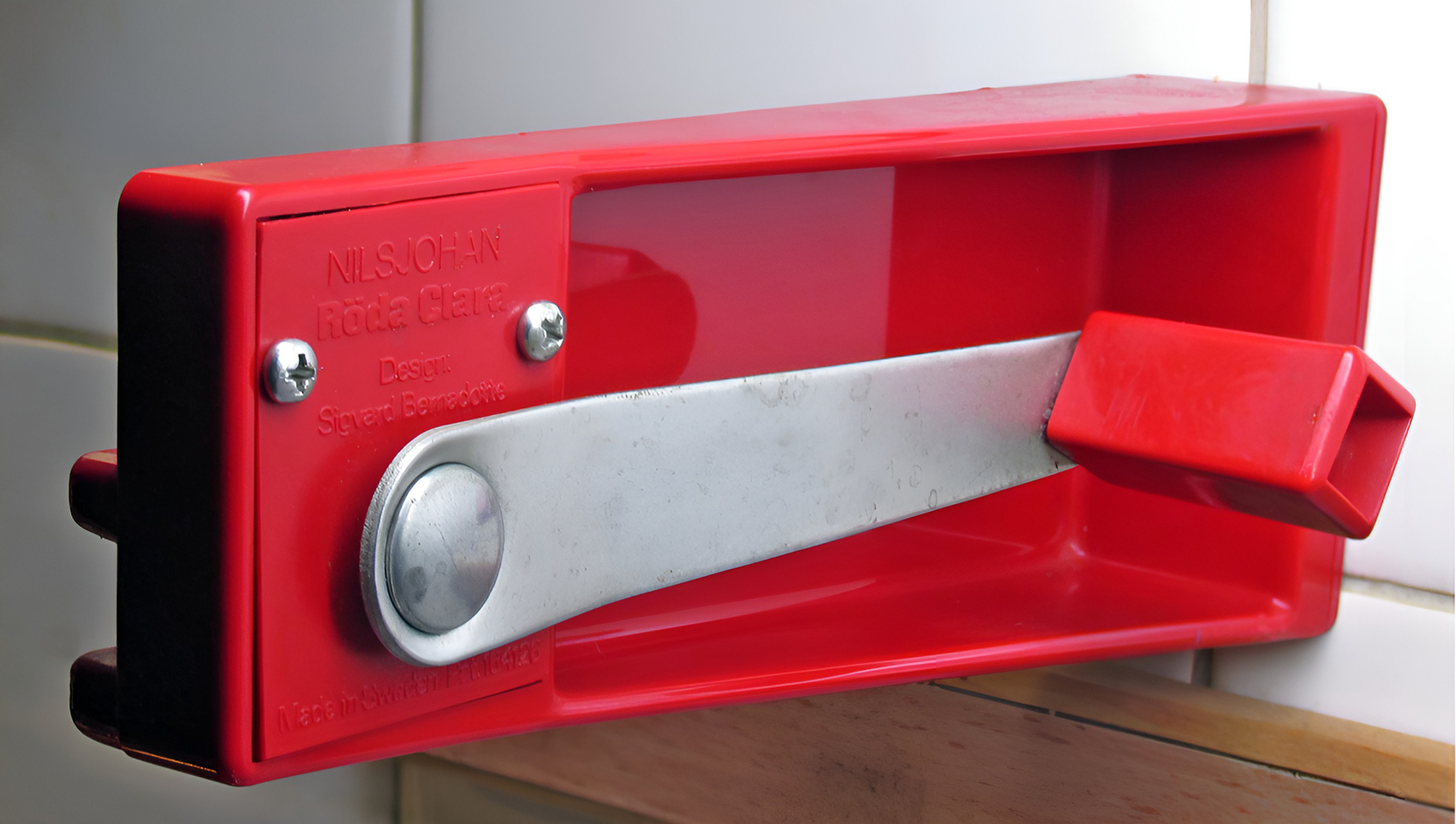
Konservöppnaren Röda Clara för Nilsjohan 1966.
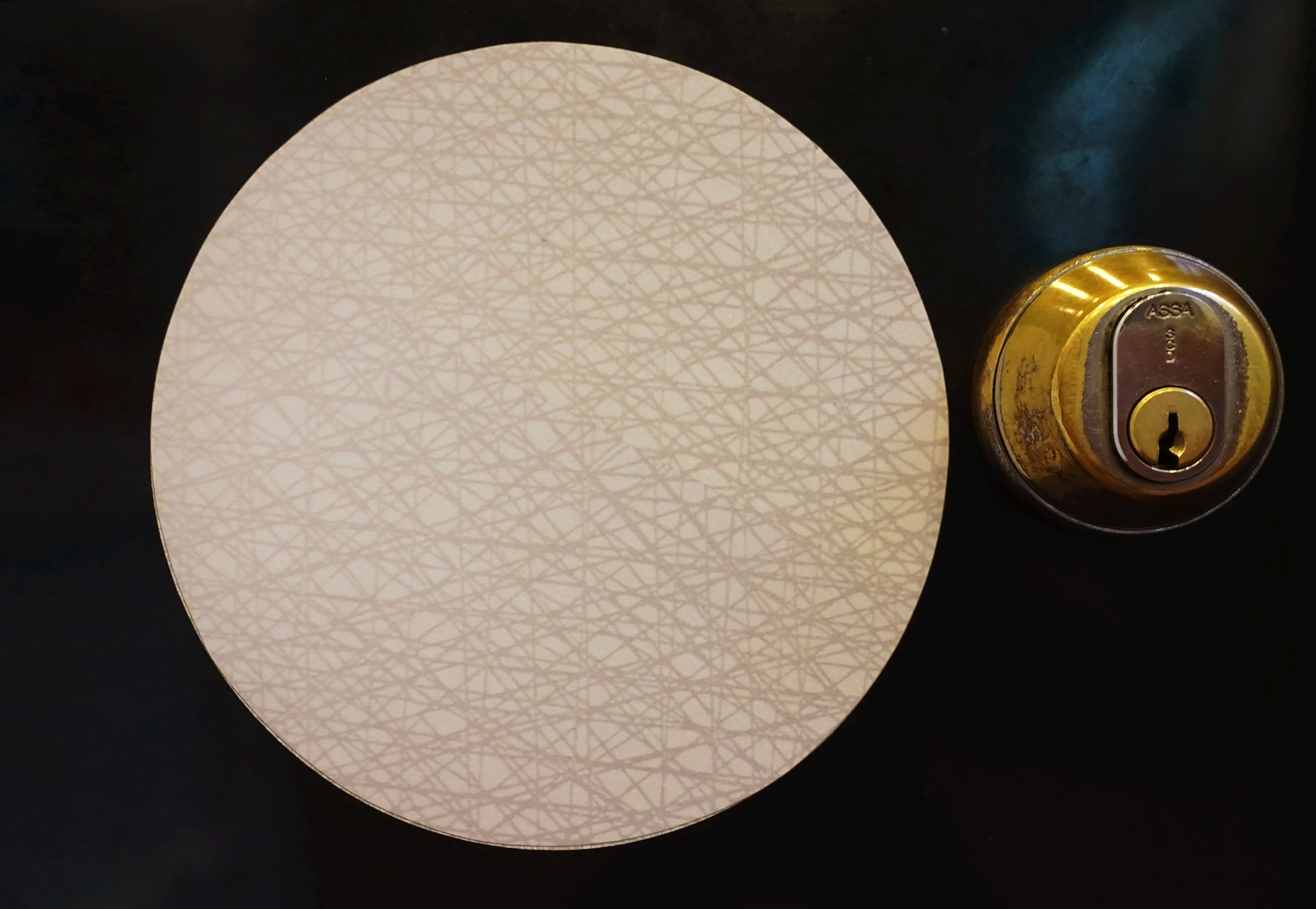
Plastlaminat med mönstret Virrvarr för Perstorp AB 1960, på tryckplatta för stationsdörrarna i Stockholms tunnelbana.
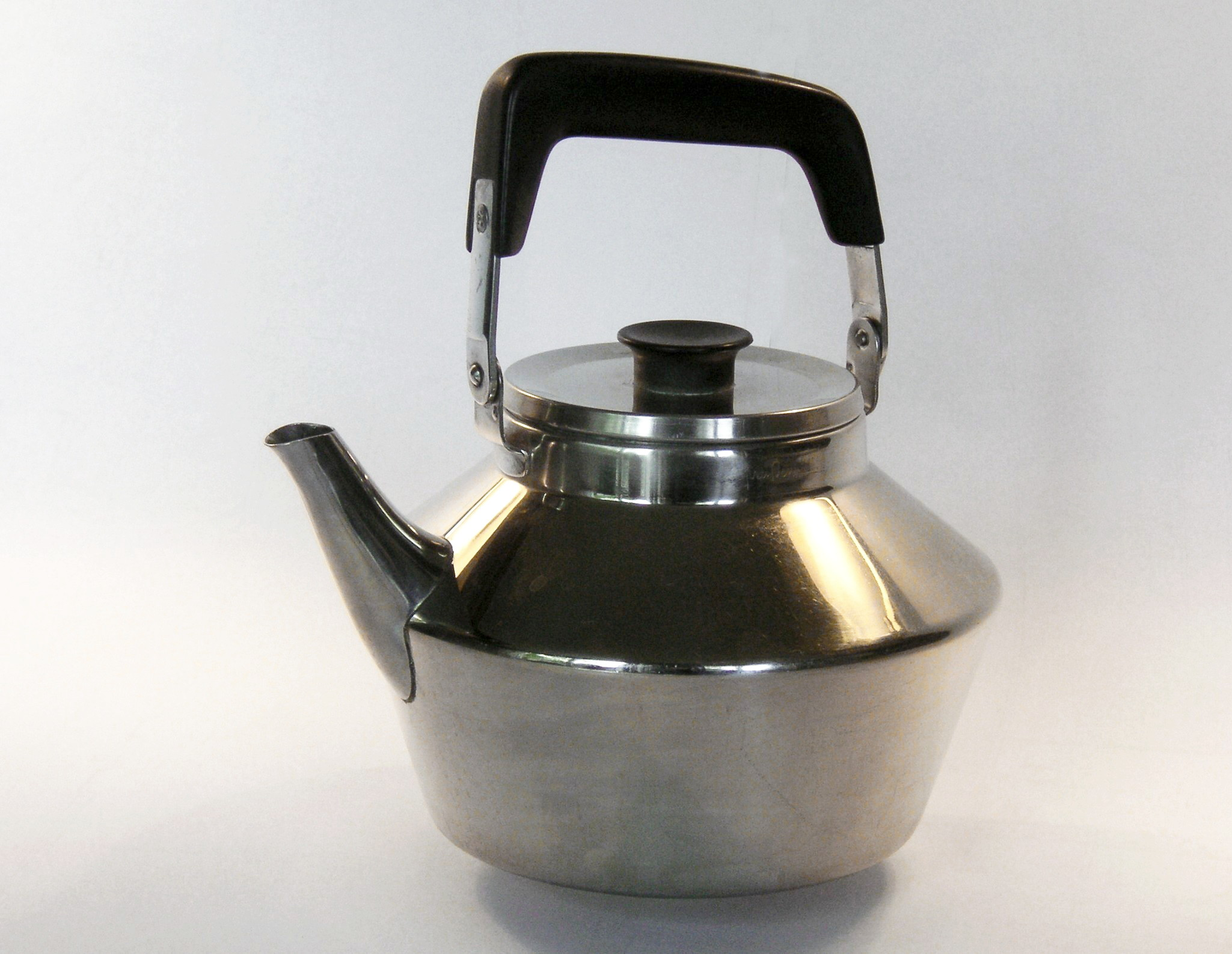
Rostfri vattenkittel för Modernum, 1954.

## Äktenskap och prinstiteln

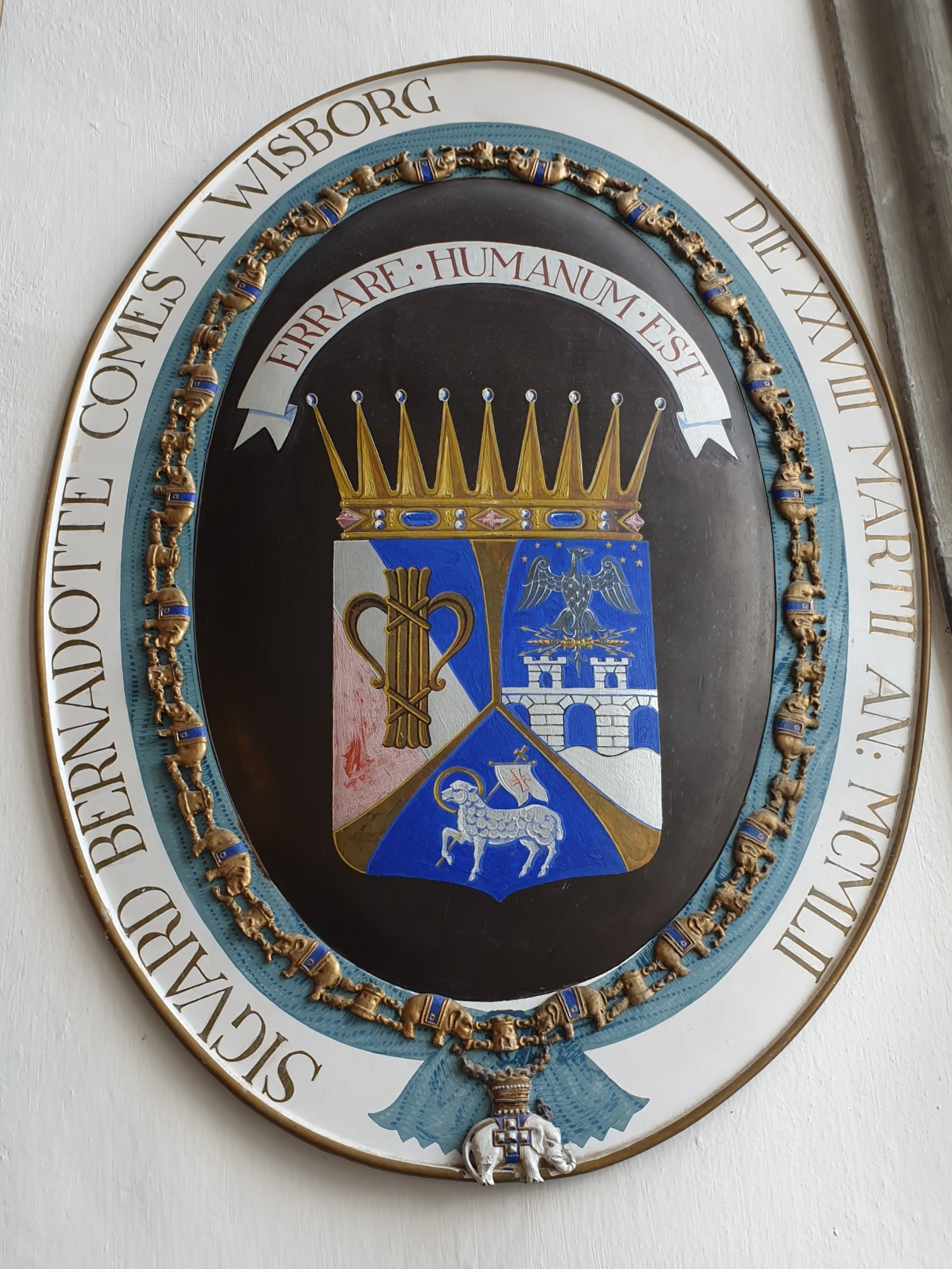
Sigvard Bernadottes vapen som greve af Wisborg med Elefantordens insignier i Frederiksborgs slottskyrka.

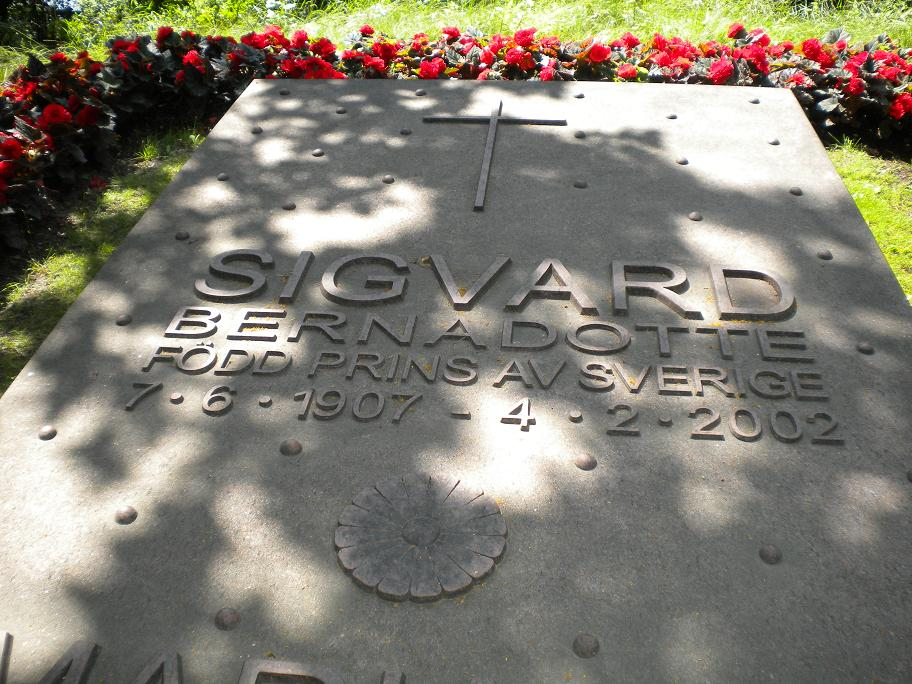
Bernadottes grav på Kungliga begravningsplatsen vid Hagaparken i Solna.

I enlighet med dåvarande § 5 Successionsordningen förlorade Sigvard Bernadotte arvsrätten till den svenska tronen då han 8 mars 1934 gifte sig med den icke-kungliga tyskan Erica Patzek (1911–2007). Samtidigt fråntogs han sitt apanage och sina ordnar och fick inte längre i Sverige använda kungliga titlar. Beslutet om de kungliga prerogativen fattades i konselj och lyder:
| ” | Genom sitt sålunda utan Konungens samtycke och med enskild utländsk mans dotter ingångna äktenskap har Hans Kungl. Höghet Hertigen av Uppland jämlikt paragraf 44 regeringsformen och paragraf 5 successionsordningen förverkat sin arvsrätt till riket för sig, barn och efterkommande. Tillika har han gått förlustig de titlar och de företrädesrättigheter han i sin egenskap av Arvfurste hittills åtnjutit. | „ |

Därefter skulle Sigvard ha namn och titel som herr Sigvard Bernadotte. Hans kusin Lennart Bernadotte, som två år tidigare - först i den svenska historien – genomlevt samma sak, ansåg att han själv och särskilt Sigvard under årtionden blev mycket illa behandlade av det svenska hovet för sina äktenskaps skull. Professor Gunnar Bramstång har i en juridisk utredning kallat förlusten av prinstiteln för en "betungande åtgärd" av staten och ifrågasatt om ärendet hanterats med tydlig förankring i lag.
Sigvards äktenskap med Erica Patzek upplöstes 1943. Han gifte om sig samma år med danskan Sonja Robbert (1909–2004), men de skildes 1961. Sigvard Bernadotte gifte sig tredje gången 1961 med Marianne Lindberg (1924–2025). I äktenskapet med Sonja Robbert fick han sonen Michael Bernadotte (född 1944), bosatt i Tyskland, gift med Christine Wellhöfer, paret har en dotter född 1980.
Den 2 juli 1951 upphöjdes Sigvard och hans bror Carl Johan samt deras kusin Lennart Bernadotte till grevar av Wisborg av storhertiginnan Charlotte av Luxemburg. Samma titel hade 1892 förlänats deras farfars bror, Oscar Bernadotte.
Under de sista decennierna av sitt liv försökte Sigvard Bernadotte förgäves förmå sin brorson kung Carl XVI Gustaf att erkänna prinstiteln. Från Kungliga Hovstaternas sida hävdade man att kungen inte kunde återställa titlarna då beslutet fattats i konselj och man menade att det för ett återställande krävdes ett regeringsbeslut. Åberopande det tidigare exemplet med prins Oscar Bernadotte som prejudikat meddelade Bernadotte 1983 på eget bevåg att han skulle kallas prins Sigvard Bernadotte. 2001 stämde han svenska staten i Europadomstolen för brott mot de mänskliga rättigheterna för att återfå prinstiteln. Han avled den 2002, innan domstolens svar, men 2004 meddelade den att Europadomstolen inte tänkte pröva saken eftersom Sverige inte ratificerat konventionen förrän 1953, nästan 20 år efter att han förlorat titeln.
Sigvard Bernadotte gravsattes på Kungliga begravningsplatsen.

## Anfäder
|                                             |  |  |  |  |  |  |  |                                 |  |  |  |  |  |  |  |                                                  |  |  |  |  |  |  |  | Kung Oscar II av Sverige-Norge                                    |
|                                             |  |  |  |  |  |  |  |                                 |  |  |  |  |  |  |  |                                                  |  |  |  |  |  |  |  |                                                                   |
|                                             |  |  |  |  |  |  |  |                                 |  |  |  |  |  |  |  | Kung Gustaf V av Sverige                         |  |  |  |  |  |  |  |                                                                   |
|                                             |  |  |  |  |  |  |  |                                 |  |  |  |  |  |  |  |                                                  |  |  |  |  |  |  |  |                                                                   |
|                                             |  |  |  |  |  |  |  |                                 |  |  |  |  |  |  |  |                                                  |  |  |  |  |  |  |  | Sofia av Nassau                                                   |
|                                             |  |  |  |  |  |  |  |                                 |  |  |  |  |  |  |  |                                                  |  |  |  |  |  |  |  |                                                                   |
|                                             |  |  |  |  |  |  |  | Kung Gustaf VI Adolf av Sverige |  |  |  |  |  |  |  |                                                  |  |  |  |  |  |  |  |                                                                   |
|                                             |  |  |  |  |  |  |  |                                 |  |  |  |  |  |  |  |                                                  |  |  |  |  |  |  |  |                                                                   |
|                                             |  |  |  |  |  |  |  |                                 |  |  |  |  |  |  |  |                                                  |  |  |  |  |  |  |  | Storhertig Friedrich I av Baden                                   |
|                                             |  |  |  |  |  |  |  |                                 |  |  |  |  |  |  |  |                                                  |  |  |  |  |  |  |  |                                                                   |
|                                             |  |  |  |  |  |  |  |                                 |  |  |  |  |  |  |  | Victoria av Baden                                |  |  |  |  |  |  |  |                                                                   |
|                                             |  |  |  |  |  |  |  |                                 |  |  |  |  |  |  |  |                                                  |  |  |  |  |  |  |  |                                                                   |
|                                             |  |  |  |  |  |  |  |                                 |  |  |  |  |  |  |  |                                                  |  |  |  |  |  |  |  | Louise av Preussen                                                |
|                                             |  |  |  |  |  |  |  |                                 |  |  |  |  |  |  |  |                                                  |  |  |  |  |  |  |  |                                                                   |
| Prins Sigvard av Sverige, hertig av Uppland |  |  |  |  |  |  |  |                                 |  |  |  |  |  |  |  |                                                  |  |  |  |  |  |  |  |                                                                   |
|                                             |  |  |  |  |  |  |  |                                 |  |  |  |  |  |  |  |                                                  |  |  |  |  |  |  |  | Albert av Sachsen-Coburg-Gotha                                    |
|                                             |  |  |  |  |  |  |  |                                 |  |  |  |  |  |  |  |                                                  |  |  |  |  |  |  |  |                                                                   |
|                                             |  |  |  |  |  |  |  |                                 |  |  |  |  |  |  |  | Prins Arthur, hertig av Connaught och Strathearn |  |  |  |  |  |  |  |                                                                   |
|                                             |  |  |  |  |  |  |  |                                 |  |  |  |  |  |  |  |                                                  |  |  |  |  |  |  |  |                                                                   |
|                                             |  |  |  |  |  |  |  |                                 |  |  |  |  |  |  |  |                                                  |  |  |  |  |  |  |  | Drottning Victoria av Storbritannien-Irland, kejsarinna av Indien |
|                                             |  |  |  |  |  |  |  |                                 |  |  |  |  |  |  |  |                                                  |  |  |  |  |  |  |  |                                                                   |
|                                             |  |  |  |  |  |  |  | Margaret av Connaught           |  |  |  |  |  |  |  |                                                  |  |  |  |  |  |  |  |                                                                   |
|                                             |  |  |  |  |  |  |  |                                 |  |  |  |  |  |  |  |                                                  |  |  |  |  |  |  |  |                                                                   |
|                                             |  |  |  |  |  |  |  |                                 |  |  |  |  |  |  |  |                                                  |  |  |  |  |  |  |  | Prins Friedrich Karl av Preussen                                  |
|                                             |  |  |  |  |  |  |  |                                 |  |  |  |  |  |  |  |                                                  |  |  |  |  |  |  |  |                                                                   |
|                                             |  |  |  |  |  |  |  |                                 |  |  |  |  |  |  |  | Luise Margarete av Preussen                      |  |  |  |  |  |  |  |                                                                   |
|                                             |  |  |  |  |  |  |  |                                 |  |  |  |  |  |  |  |                                                  |  |  |  |  |  |  |  |                                                                   |
|                                             |  |  |  |  |  |  |  |                                 |  |  |  |  |  |  |  |                                                  |  |  |  |  |  |  |  | Maria Anna av Anhalt-Dessau                                       |
|                                             |  |  |  |  |  |  |  |                                 |  |  |  |  |  |  |  |                                                  |  |  |  |  |  |  |  |                                                                   |

## Utmärkelser

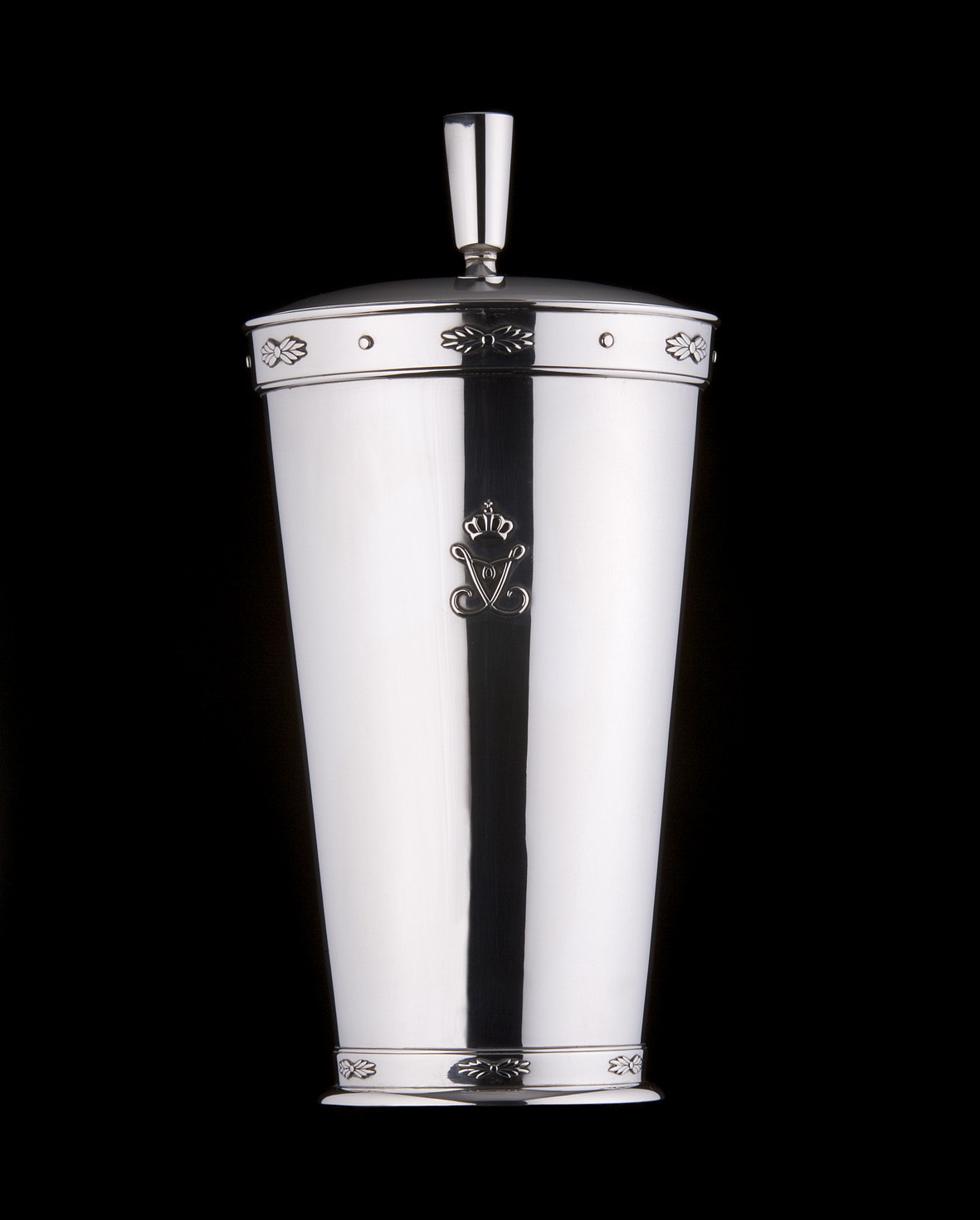
Lågpokalen Drottning Ingrids hederspremie 1949.

### Ordnar och medaljer
- Riddare och Kommendör av Kungl. Maj:ts Orden (utnämnd vid födseln 7 juni 1907, avförd ur matrikeln 17 juni 1934)
- Konung Gustaf V:s jubileumsminnestecken II med anledning av 90-årsdagen (16 juni 1948)
- Konung Gustaf V:s jubileumsminnestecken med anledning av 70-årsdagen (16 juni 1928)
- Konung Gustaf VI Adolfs minnesmedalj med anledning av 85-årsdagen (29 augusti 1967)
- Prins Eugen-medaljen (11 november 1997)
- Kommendör med stora korset av Svärdsorden (utnämnd vid födseln 7 juni 1907, avförd ur matrikeln 17 juni 1934)
- Kommendör med stora korset av Nordstjärneorden (utnämnd vid födseln 7 juni 1907, avförd ur matrikeln 17 juni 1934, värdigheten återställd 10 april 1952)
- Riddare av Carl XIII:s orden (utnämnd vid födseln 7 juni 1907, avförd ur matrikeln 17 juni 1934)
- Riddare av Elefantorden (28 mars 1952)
- Storkors av Sachsen-Ernestinska husorden

## Filmografi (urval)

### Sverige
- För hennes skull – affischdesign (1930)
- Tvätta rätt - tvätta lätt – regiassistent (1933)
- Brott och straff – arkitekt (1945)
- Jag älskar dig, Karlsson! – arkitekt (1947)
- Käcka krabater – arkitekt (1953)

### Tyskland
- Ich bei Tag und Du bei Nacht – regiassistent, som S. Holgers (1932)
- Ich und die Kaiserin – regiassistent (1933)
- Storhertigens finanser (Die Finanzen des Großherzogs) – regiassistent (1934)
- Unga vingar (Wunder des Fliegens) – regiassistent (1935)

### USA
- Murder in the Fleet – regiassistent (1935)
- Tarzan flyr (Tarzan escapes)  – regiassistent (1935)
- The Perfect Gentleman – regiassistent (1935)
- Fången på Zenda – teknisk rådgivare (Technical Advisor), under eget namn (1937)

### Danmark
- Saa mødes vi hos Tove – scenograf (1946)
- Familien Swedenhielm – scenograf (1947)

## Teater

### Scenografi och kostym
| År   | Produktion                                      | Upphovsmän          | Regi         | Teater                  | Noter                 |
| ---- | ----------------------------------------------- | ------------------- | ------------ | ----------------------- | --------------------- |
| 1932 | Den förste Bernadotte                           | Herbert Grevenius   | Per Lindberg | Konserthusteatern       | Scenografi och kostym |
| 1944 | Livet är ju härligt                             | William Saroyan     | Per Knutzon  | Oscarsteatern           | Scenografi            |
| 1945 | En midsommarnattsdröm A Midsummer Night's Dream | William Shakespeare | Svend Gade   | Skansens friluftsteater | Scenografi            |
| 1946 | En midsommarnattsdröm A Midsummer Night's Dream | William Shakespeare | Svend Gade   | Skansens friluftsteater | Scenografi            |